# Списак немачких острва
Ово је списак свих острва која припадају Немачкој, која се налазе на Северном и Балтичком мору . Поред тога, наведена су и нека острва у унутрашњим водама. На овом списку, налази се површина острва, као и савезне државе којима та острва припадају. 

## Највећа острва
| #  | Исланд    | Море         | Савезна држава                | Површина (км 2 ) |
| -- | --------- | ------------ | ----------------------------- | ---------------- |
| 1  | Риген     | Балтичко     | Мекленбург-Западна Померанија | 926              |
| 2  | Уседом    | Балтичко     | Мекленбург-Западна Померанија | 373              |
| 3  | Фемарн    | Балтичко     | Шлезвиг-Холштајн              | 185              |
| 4  | Силт      | Северно море | Шлезвиг-Холштајн              | 99               |
| 5  | Фохр      | Северно море | Шлезвиг-Холштајн              | 82               |
| 6  | Пелворм   | Северно море | Шлезвиг-Холштајн              | 37               |
| 7  | Пел       | Балтичко     | Мекленбург-Ворпоммерн         | 36               |
| 8  | Боркум    | Северно море | Доња Саксонија                | 31               |
| 9  | Нордернај | Северно море | Доња Саксонија                | 26               |
| 10 | Амрум     | Северно море | Шлезвиг-Холштајн              | 20.46            |

## Острва Балтичког мора
- Фемарн
- Пел
- Острво Валфиш
- Лангенвердер
- Хидензе
- Риген
- Данхолм
- Вилм
- Грејфсвалдер Оие
- Руден
- Уманз
- Уседом (делимично припада Пољској)

## Острва Северног мора
- Хелголанд
- Источно-Фризијска острва (у Ваденском мору )
  - Боркум
  - Буисе (бивше острво, нестало)
  - Лутје Хорн
  - Каццелотплате
  - Мемерт
  - Јуист
  - Нордернај
  - Балтрум
  - Лангеог
  - Шпиекерог
  - Вангероге
  - Мелум
- Нојверк
- Шархорн
- Нигехорн
- Северно-Фризијска острва
  - Силт
  - Фохр
  - Амрум
  - Пелворм
  - Нордштранд (бивше острво, сада полуострво)
- Халиген (такође део Севернофризијских острва)
  - Лангенес
  - Нордерог
  - Судерог
  - Нордштрандишмор
  - Оланд (немачко острво)
  - Судфал
  - Гроде-Апеланд
  - Хоге
  - Халиг Хабел
  - Халлиг (Хамбург)

## Острва на реци Елбе
- Лухесанд

## Острва на реци Везер
- Харијарсанд

## Острва Боденског језера
- Острво Мајнау
- Острво Рајхенау
- Линдау

## Острва Кимског језера
- Херенкимсе
- Фрауенкимсе
- Острво Краут